# Osnice
Osnice je vesnice, součást města Jesenice v okrese Praha-západ ve Středočeském kraji. Leží asi 2 km na východ od samotné Jesenice. Součástí Osnice je i osada Kocanda, která leží mezi Jesenicí a Osnicí. Stejně jako ostatní vesnice v okolí Prahy se i Osnice po roce 2000 rozrůstala. Nejprve v roce 2000 vznikla nová vilová čtvrť mezi vlastní Osnicí a Kocandou, po roce 2003 pak kompaktní vilová čtvrť na jihu Osnice a současně i rozptýlená zástavba na severu, přiléhající k jižnímu okraji Průhonickému parku. V Osnici žilo podle sčítání v roce 2001 453 obyvatel, od té doby se ale počet obyvatel kvůli nové výstavbě výrazně zvýšil.

## Historie
První písemná zmínka o vesnici pochází z roku 1227. Osnice se stala součástí města Jesenice v roce 1976. Součástí katastru byla již zaniklá obec Krsovice.

## Popis
Vesnické jádro vsi tvořené návsí s autobusovou konečnou leží asi půl kilometru jižně od silnice II/101 (Pražská ulice) z Jesenice do Říčan; ucelená zástavba vlastní Osnice leží z větší části jižně od silnice 101, ale přesahuje i na severní. Osada Kocanda se táhne v údolí Botiče, hlavní část má v okolí silnice 101 kolem křižovatky na Zdiměřice. V okolí této silnice je základní sídelní jednotka Nad Kocandou, v níž obytnou zástavbu tvoří přesahy sídelního celku Zdiměřice. Zástavba při jižním okraji průhonického parku, která dosud není obsloužena veřejnou dopravou, je vymezena jako základní sídelní jednotka U Obory. Jihovýchodně od ní, poblíž Dobřejovic, se nachází ještě ostrůvek zástavby, vymezený jako základní sídelní jednotka Na Vrbici,

## Doprava
Silnice II/101, procházející Kocandou a Osnicí, je sestavena z úseků, které tvoří vnější okruh kolem Prahy. Ten je postupně nahrazován dálnicí D0, Pražským okruhem, který katastrální území Osnice protíná na jižní straně. U Osnice jej překlenuje ekodukt s pěší cestou (ekodukt u Kocandy leží už na k. ú. Jesenice u Prahy) a dvě cesty jej podcházejí (z toho jedna v rámci osady Kocanda v údolí Botiče). Kvůli stále probíhající výstavbě v Osnici i dalších obcích v okolí Jesenice a s tím související již nedostatečné kapacitě místních komunikací je plánován projekt Vestecké spojky. Tato silnice spojí Pražský okruh s dálnicí D1 a zároveň významně zrychlí cestu z Osnice do Prahy, jelikož bude sloužit jako obchvat několika městských částí na jihovýchodě hlavního města.
Veřejnou dopravu zajišťují autobusy Pražské integrované dopravy, které Osnici napojují zejména k pražské stanici metra Opatov, z hlavní silnice jede též jedna linka do Říčan.
Osnicí prochází červeně značené pěší turistická značka 0013, které z Prahy-Hostivaře přibližně sleduje tok Botiče a vede směrem na Jílové u Prahy. Pro cyklisty jsou v mapách cyklodopravy doporučeny zejména cesty z Osnice a Kocandy na sever kolem Průhonického parku.

## Galerie

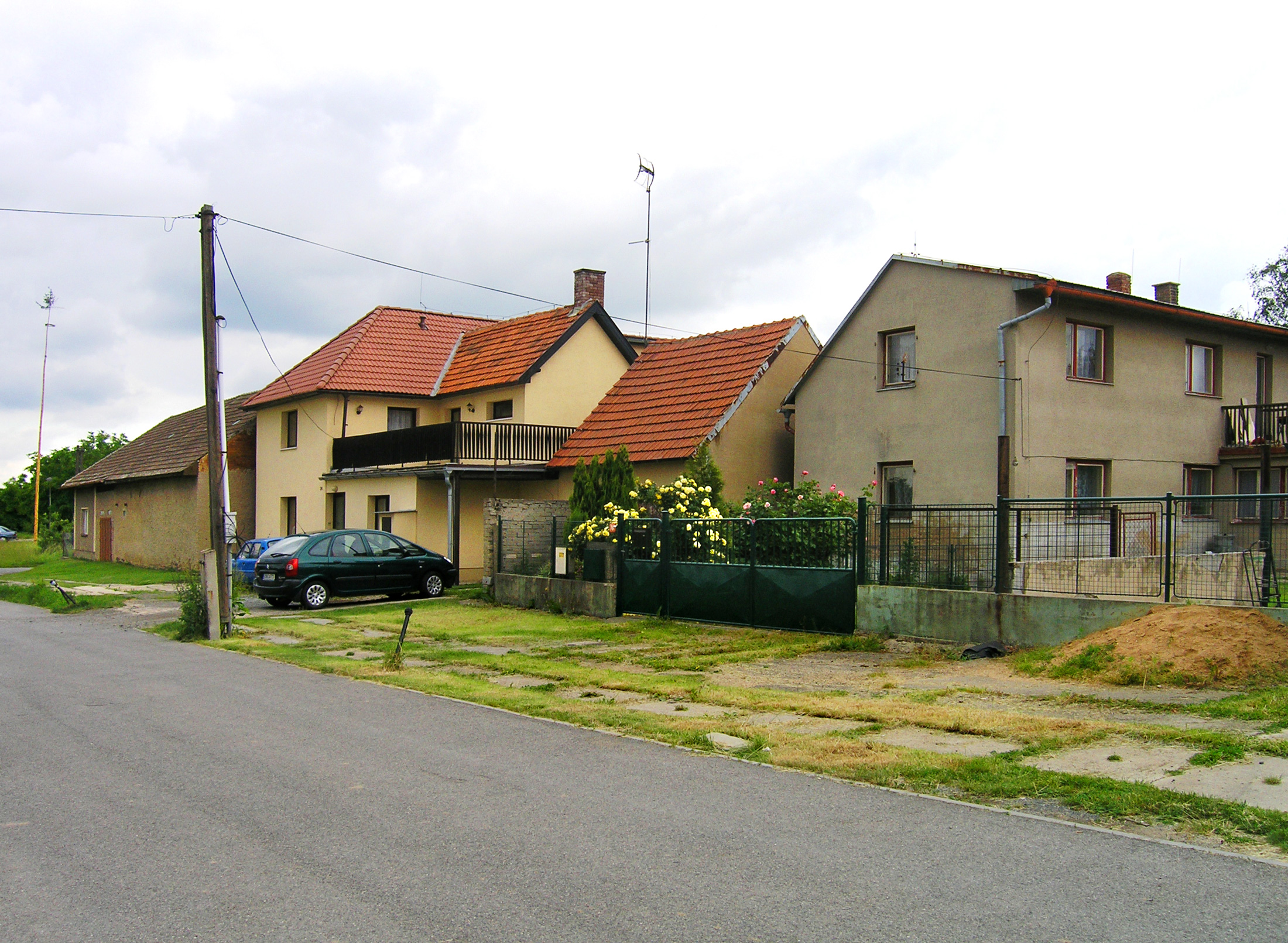
Hledíková ulice v horní části Osnice
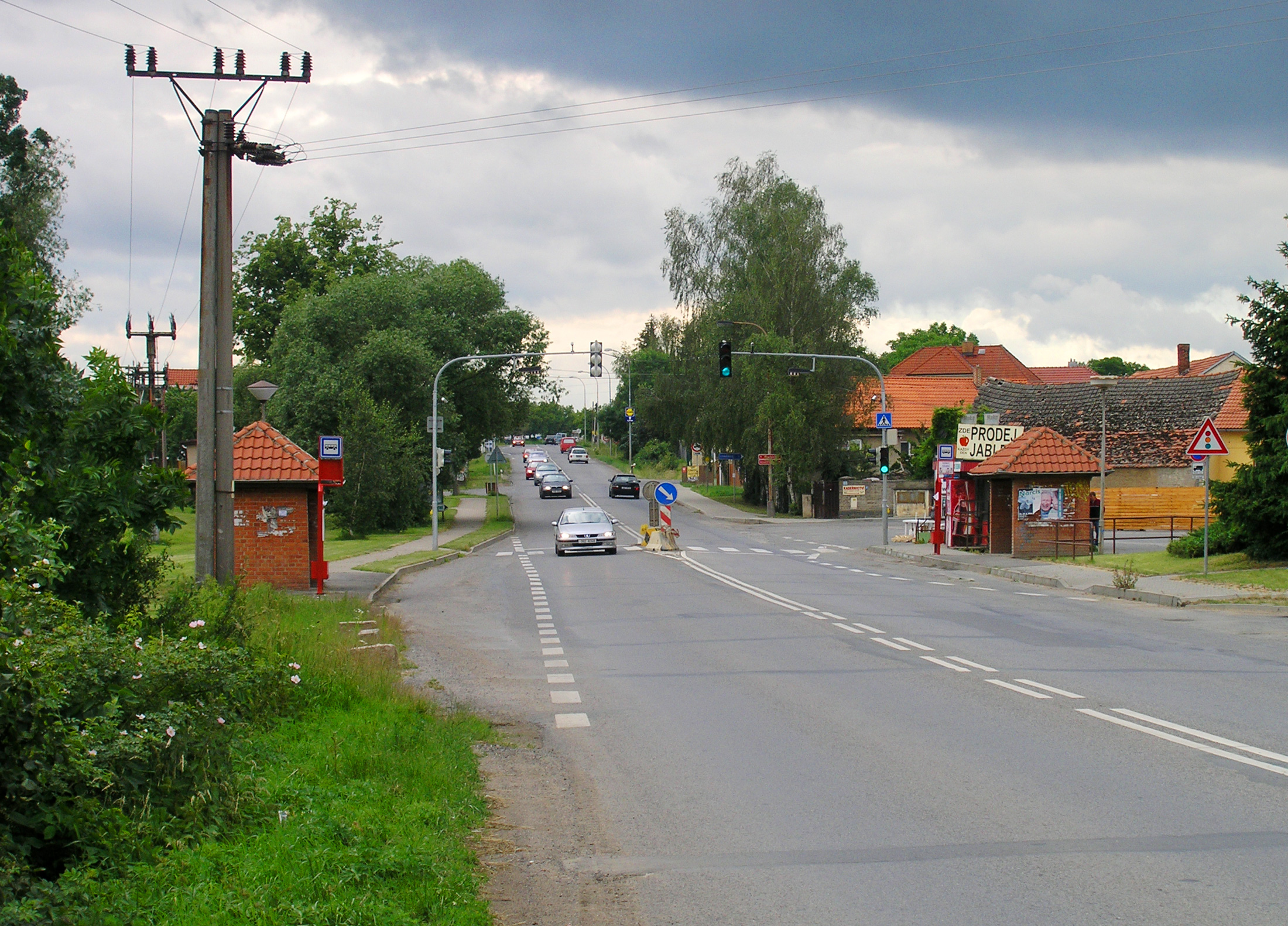
Část Kocanda mezi Jesenicí a vlastní Osnicí
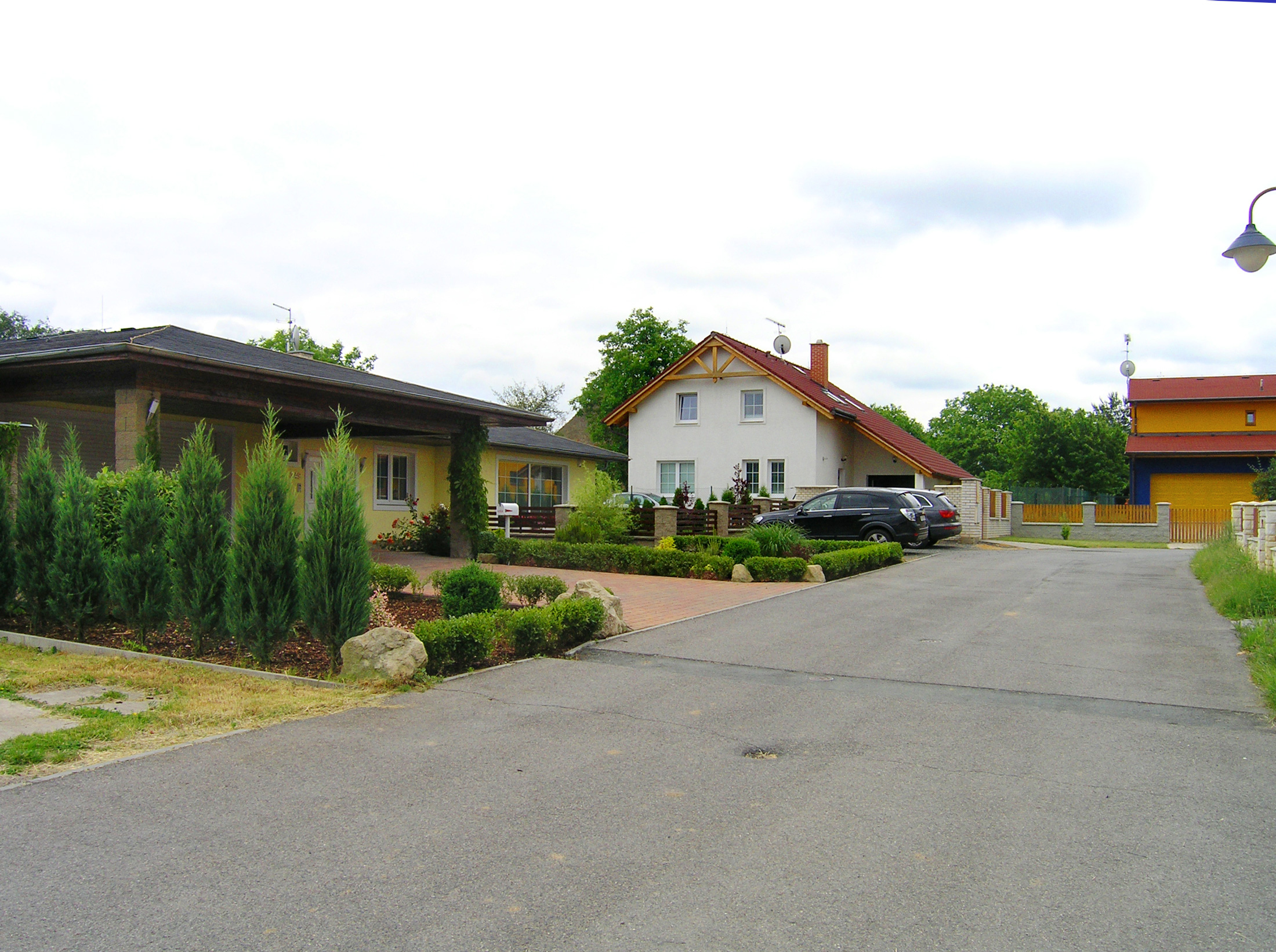
Nová výstavba v horní části Osnice